# .mo
A .mo Makaó internetes legfelső szintű tartomány kódja, melyet 1996-ban hoztak létre.
- .com.mo: kereskedelmi címek
- .edu.mo: oktatási intézmények
- .gov.mo: kormányzat
- .net.mo: hálózati szolgáltatók
- .org.mo: nonprofit szervezetek